# تيسا لافي
تيسا لافي (بالإنجليزية: Tessa Lavey) مواليد 29 مارس 1993 في فيكتوريا، هي لاعبة كرة سلة أسترالية. بدأت مسيرتها الاحترافية في سنة 2009. وتحمل الرقم 5. مثلت منتخب بلادها. شاركت في دورة الألعاب الأولمبية الصيفية سنة 2016. حققت المركز الثالث في كأس العالم لكرة السلة للسيدات 2014.

## سجل المنافسة
شاركت في المنافسات التالية:
- الألعاب الأولمبية الصيفية 2016
- كأس العالم لكرة السلة للسيدات 2014

## الميداليات
| الميدالية | المسابقة                           |
| --------- | ---------------------------------- |
| برونزية   | كأس العالم لكرة السلة للسيدات 2014 |

## روابط خارجية
- تيسا لافي على موقع الاتحاد الدولي لكرة السلة (الإنجليزية)
- تيسا لافي على موقع كرة السلة الأوروبية.كوم (الإنجليزية)
- تيسا لافي على موقع بروبوليرز (الإنجليزية)
- تيسا لافي على موقع سبورتس رفرنس (الإنجليزية)
- تيسا لافي على موقع AustralianFootball.com (الإنجليزية)
- تيسا لافي على موقع اللجنة الأولمبية الدولية (الإنجليزية)
- تيسا لافي على موقع أوليمبيديا (الإنجليزية)
- تيسا لافي على موقع اللجنة الأولمبية الأسترالية (الإنجليزية)